# Carmageddon II: Carpocalypse Now
Carmageddon II: Carpocalypse Now es un videojuego de coches creado en 1998 que destacó por el morbo y la violencia como su antecesor Carmageddon. El juego tiene como objetivo acabar la carrera, destrozar los coches de todos los adversarios o atropellar a todos los peatones, al igual que en la versión anterior. El título es una referencia clara al film "Apocalypse Now".

## Jugabilidad
En el año 1998 comenzó a venderse la segunda parte de Carmageddon con el título Carpocalypse Now. Al comenzar el juego solamente podemos optar por el auto de Max Damage, en su tercera versión (Eagle MK3). Una vez hayamos destruido el vehículo de algún oponente podremos comprarlo por un precio determinado.
En cuanto a los potenciadores, además de los que actuaban de forma automática, se introdujeron algunos nuevos que podía activar el jugador cuando quisiera. El sistema de físicas también se mejoró, destacando que durante la carrera los vehículos perdían distintas partes de la carrocería al ser golpeados.
La calidad gráfica es también considerablemente superior a la primera versión del título. Los peatones ahora son modelos poligonales y pueden ser desmembrados, arrastrados o lanzados por los aires, dando un mayor realismo a los atropellos. También se modelaron en 3D los conductores, lo que permite verlos en el interior del auto. Todas estas características, junto con una jugabilidad muy mejorada, contribuyeron al gran éxito del juego.
Otras novedades fueron el agregado de diez misiones que debemos completar además de los circuitos, y vehículos realmente extraños como un avión lleno de sangre o un autobús con un potente turbo.

## Influencias
- Death Race 2000, la película de la que se tomaron muchas ideas para la saga.
- Back to the Future, de la que se tomó el nombre DeLorean para un coche.
- The Blues Brothers, que también inspiró un tipo de coche.
- Herbie.
- TVR Cerbera, coche utilizado sin el permiso de TVR.
- Porker 2, este coche del juego se basa en el Porsche 993 GT2.
- Tashita2, este coche del juego se basa en el Nissan Skyline GT-R.
- Mach 13, este coche del juego se basa en el Mach 5 de Meteoro.